# Пенітенціарна система США

Щільність ув'язнених по штатах на 100 тис. громадян (станом на 2013 рік)

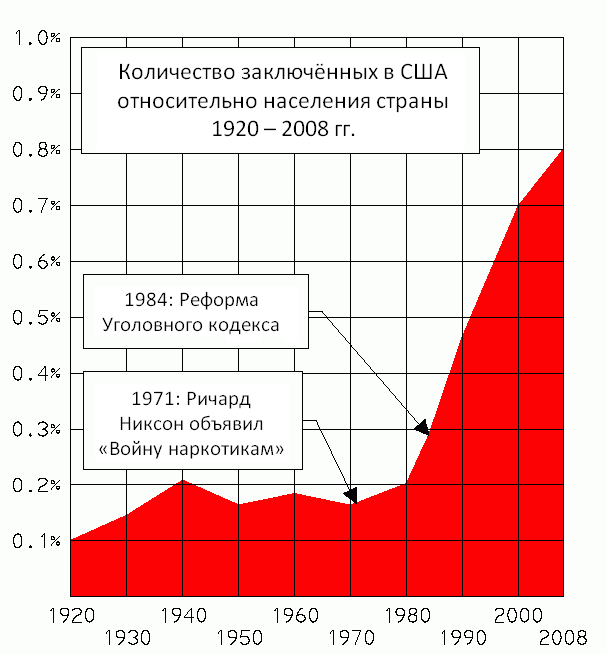
Графік зміни відсотка ув'язнених відносно населення США в цілому (1920—2008 рр.)

США є світовим лідером за кількістю в'язнів як загалом, так і у відсотковому співвідношенні, на сто тисяч населення, і відповідно мають найбільшу в світі пенітенціарну систему. Однією з особливостей США є наявність приватних тюрем, у яких утримується досить високий відсоток в'язнів.
В США існує багаторівнева пенітенціарна система. На нижньому рівні знаходяться тюрми (англ. jails) округів і міст, у яких утримуються арештовані в очікуванні місцевого суду чи засуджені до року. В тюрмах штатів (англ. prisons) і федеральних установах утримуються злочинці, ув'язнені на термін вище року (крім того, в федеральних установах також можуть знаходитися арештовані, що очікують вироку суду). Комбінована система окружних тюрем / тюрем штатів існує лише на Алясці, Гавайях, в Коннектикуті, Делавері, Род-Айленді та Вермонті. Тут статистика враховує і тих, хто очікує вироку, і вже засуджених, в інших штатах в тюремній системі штату може утримуватися лише невелика кількість незасуджених ув'язнених. Класифікація типів і режимів установ різниться між округами, штатами і федеральною системою. Деякі загальні типи і режими включають: супермаксимальний рівень безпеки (англ. super-maximum security), адміністративний рівень безпеки (англ. administrative security), максимальний рівень безпеки (англ. maximum security), високий рівень безпеки (англ. high security), середній рівень безпеки (англ. medium security), суворий рівень безпеки (англ. close security), низький рівень безпеки (англ. low security), мінімальний рівень безпеки (англ. minimum security) рівень «перед звільненням» (англ. pre-release). Окремо стоять військові пенітенціарні установи.
На кінець 2011 року в тюрмах штатів і федеральних установах США нараховувалось 1 598 780 ув'язнених (в 2000 році — 1 394 231), в тому числі в тюрмах штатів — 1 382 418 (в 2000 році — 1 248 815), в федеральних установах — 216 362 (в 2000 році — 145 416). На кінець 2011 року серед всіх ув'язнених 1 487 393 складали чоловіки (в 2000 році — 1 303 421) і 111 387 — жінки (в 2000 році — 93 504). Серед чоловіків нараховувалося 555 300 чорних, 465 100 білих і 331 500 іспаномовних, серед жінок — 51 100 білих, 26 000 чорних і 18 400 іспаномовних. На кінець 2011 року в 38 штатах утримувалось 1790 ув'язнених у віці 17 років і молодше (із них 96 % були чоловічої статі), найбільше в штатах Флорида, Нью-Йорк і Луїзіана. Також в ув'язнення находилось 102,809 іноземців (в 2010 році — 95 977), найбільше в прикордонних штатах Каліфорнія, Флорида і Техас. 30 % всіх іноземців утримувались в системі федеральних установ, де вони складали 17 % всього контингенту ув'язнених.